# 베로니카 파블로비치
베로니카 파블로비치(벨라루스어: Вераніка Паўлавіч, 1978년 5월 8일 ~ )는 벨라루스 민스크 출신으로 벨라루스의 탁구 선수다.
2006년 독일 브레멘 세계선수권대회에서 단체 동메달을 획득하였다. 빅토리아 파블로비치와 쌍둥이 자매다.